# Ферриани, Иво
Иво Ферриани (итал. Ivo Ferriani, род. 5 марта 1960 года, Грульяско, Италия) — итальянский бобслеист, тренер, спортивный функционер. С сентября 2010 года занимает должность президента Международной федерации бобслея и скелетона. C ноября 2020 года — президент АЗОМФ.

## Биография
Иво Ферриани родился 5 марта 1960 года в коммуне Грульяско. Заниматься бобслеем на профессиональном уровне начал с 1984 года, сразу же показал хорошие результаты и был принят пилотом в национальную команду страны. Завоевал серебряную медаль на юношеском чемпионате Европы 1986 года в Иглсе, дважды стал чемпионом Италии среди юниоров. Благодаря этим успешным заездам в 1988 году его взяли защищать честь сборной на Олимпийские игры в Калгари, однако, выступая в паре с разгоняющим Стефано Тиччи, он занял лишь девятнадцатое место.
В 1990 году Ферриани принял решение завершить карьеру профессионального спортсмена, продолжил работу в итальянской бобслейной команде в качестве тренера. В 1994 году возглавил сборную Франции, с которой выиграл три медали чемпионатов мира, в том числе одну золотую, и бронзовую награду Олимпийских игр в Нагано, доведя до третьего места экипаж из четырёх человек. Интересно, что Ферриани заключил пари с французским пилотом Брюно Минжоном, что если команда взойдёт на подиум, он пробежит по снегу в одних трусах. Франция взяла бронзу, и тренер исполнил своё обещание.
Начиная с чемпионата мира 1999 года Ферриани тренировал уже канадскую сборную — его пригласили подготовить команду к Олимпийским играм 2002 года в Солт-Лейк-Сити. Как результат, в программе двухместных бобов Канада финишировала пятой. По окончании игр тренер вернулся на родину и устроился работать в Итальянскую федерацию зимних видов спорта, занял должность технического директора по бобслею. Выступил в роли спортивного менеджера на  Олимпийских играх 2006 года в Турине, выполнял административную работу, связанную с бобслеем, скелетоном и санным спортом.
В 2009 году Ферриани выдвинули на пост президента ФИБТ, в сентябре следующего года в Лейк-Плэсиде на ежегодном собрании организации его кандидатура была поддержана большинством членов. На этой должности он сменил канадского функционера Роберта Стоури, который оставался президентом в течение 16 лет.
В декабре 2016 года принял решение о лишении России права проведения чемпионата мира по бобслею и скелетону в 2017 году.